# Hala Energia
La Hala Energia (en version longue : Hala „Energia” im. Edwarda Najgebauera) est une enceinte sportive située à Bełchatów en Pologne. La salle est inaugurée en 2006 et dispose d'une capacité totale de 2 700 places. Elle est utilisée généralement pour le volley-ball.
C'est le domicile du Skra Bełchatów.